# Dontostemon crassifolius
Dontostemon crassifolius là một loài thực vật có hoa trong họ Cải. Loài này được (Bungeex Turcz.) Maxim. mô tả khoa học đầu tiên năm 1859.